# Anders Soldh
Anders Soldh (Vikarbyn een plaats in de gemeente Rättvik, in Dalarna, 1955) is een hedendaags Zweeds componist en arrangeur. 

## Levensloop
Soldh groeide op in zijn geboortedorp. Zijn muzikale opleiding kreeg hij eerst in de Kapellsbergs Musikskola in Härnösand en later aan de Kungliga Musikhögskolan in Stockholm. Hij voltooide zijn compositie-studies privé in Los Angeles in de Verenigde Staten. Nadat hij afgestudeerd heeft, had hij een succesrijke internationale carrière als componist en arrangeur. Hij werkte 13 jaren in Frankrijk met kunstenaars zoals Charles Aznavour en Michel Legrand samen. Maar hij schreef ook werken voor harmonieorkest en kamermuziek.
In 2004 ging hij weer terug naar Zweden in de regio Dalarna, waar hij zich thuis voelt. Hij heeft daar een eigen muziek productiebedrijf opgebouwd. 

## Composities

### Werken voor orkest
- Solstenen
- Svenska visor

### Werken voor harmonieorkest
- Aux Rhythmes des Moulins, voor trompet en harmonieorkest
- Etoile des mille hiers, concert voor trombone en harmonieorkest
- Furieux Concerto, voor hoorn en harmonieorkest
- Héroïque +, voor harmonieorkest
- L'intense concerto, voor hoorn solo en harmonieorkest
- Michel Legrand Medley, voor trompet en harmonieorkest
- Michel Legrand pour 4, voor vier solisten en harmonieorkest
- Une journee dans la vie de M. Pulcini

### Kamermuziek
- 2003 L'école buissonnière, voor viool en piano
- 2003 Zora, dompteuse, voor dwarsfluit en piano
- Bourrée Scandinave, voor altsaxofoon en piano
- Comme Adèle, voor dwarsfluit en piano
- Danses d’ailleurs, voor koperkwintet
- Départ, voor altsaxofoon en piano
- En attendant Adèle, voor altsaxofoon en piano
- Mélodie pour Emma, voor hobo (of: viool) en piano
- Petit promeneur (le), voor trompet en piano
- Sax-Saut, voor altsaxofoon en piano
- Un petit air d'été, voor klarinet en piano